# Anne Baxter
Pour les articles homonymes, voir Baxter.
Anne Baxter, née le 7 mai 1923 à Michigan City dans l'Indiana et morte le 12 décembre 1985 à New York, est une actrice américaine.
En 1947, elle obtient l'Oscar de la meilleure actrice dans un second rôle pour sa composition dramatique dans Le Fil du rasoir (1946) réalisé par Edmund Goulding.
Elle est notamment connue du grand public pour son interprétation de Néfertari, l'épouse de Ramsès II (interprété par Yul Brynner) amoureuse de Moïse (Charlton Heston) dans le film Les Dix Commandements (1956) de Cecil B. DeMille.
Pour les cinéphiles, elle reste une interprète de prédilection de Joseph Mankiewicz, Jean Renoir, Orson Welles, Billy Wilder, Ernst Lubitsch, Otto Preminger, Anthony Mann, Alfred Hitchcock ou Fritz Lang.

## Biographie

### Un talent naturel
Fille d'un représentant et petite-fille du célèbre architecte Frank Lloyd Wright, Anne Baxter a 11 ans lorsque ses parents déménagent à New York, « encore le centre de l'industrie du cinéma avant le changement vers l'Ouest ». À 13 ans, elle débute sur scène et décroche une place dans une école d'acteurs « mais comme elle pensait qu'elle était trop jeune, elle fit ses bagages et retourna avec sa mère à New York, où elle continua à jouer à Broadway ».

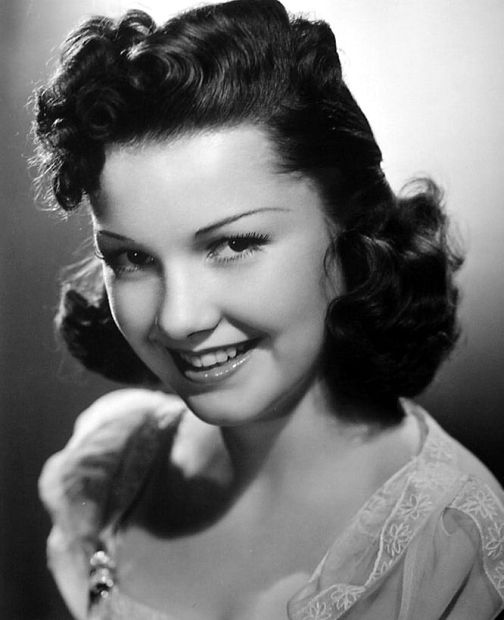
Anne Baxter en 1941.

À seize ans, elle passe des essais pour le rôle-titre de Rebecca (1940), mais Alfred Hitchcock la juge trop jeune et c'est finalement Joan Fontaine qui emporte le rôle. L'année suivante, elle signe un contrat de sept ans avec la Twentieth Century Fox.
Dès 1941, elle accède aux rôles de premier plan sous la direction de Jean Renoir et en 1942 elle joue la fille de Joseph Cotten dans La Splendeur des Amberson d'Orson Welles.
Désormais, elle a pour partenaires les stars masculines du studio (Tyrone Power, Dana Andrews) et poursuit dans les collaborations prestigieuses (une des spécificités de l'actrice) : après Billy Wilder, Lewis Milestone, Ernst Lubitsch, aux côtés de Erich von Stroheim ou Tallulah Bankhead, elle donne la réplique à son premier mari, John Hodiak et obtient en 1947 un Oscar pour sa composition dramatique dans Le Fil du rasoir, film de prestige de la Fox, réalisé par Edmund Goulding d'après Somerset Maugham.

### Actrice et star
Aussi à l'aise dans le registre des films d'action (L'Évadé de l'enfer en 1946 avec Paul Muni,, Blaze of Noon (1947) de John Farrow avec William Holden) que dans le western (La Ville abandonnée en 1948 de William A. Wellman, aux côtés de Gregory Peck et Richard Widmark), elle fait montre de talents complets dans la comédie musicale You're My Everything (1949) de Walter Lang, face à Dan Dailey.
En revanche, si elle figure avec l'éclat de son talent dans les distributions les plus brillantes, elle est souvent éclipsée par une actrice jugée plus belle : par exemple Gene Tierney auprès de Tyrone Power dans Le Fil du rasoir (1946), Lana Turner auprès de Clark Gable dans Le Retour (1948) de Mervyn LeRoy, ou encore Linda Darnell auprès de Cornel Wilde dans La Ville empoisonnée (1948) de John Stahl.
Malgré son indéniable photogénie et plusieurs tentatives d'érotisation (Guest in the House en 1944 de John Brahm), l'actrice souffrit sans doute de cette concurrence redoutable (Tierney, Darnell, Debra Paget, Maureen O'Hara ou Betty Grable notamment, dans son seul studio), mais elle régnait sur le cinéma d'auteur.

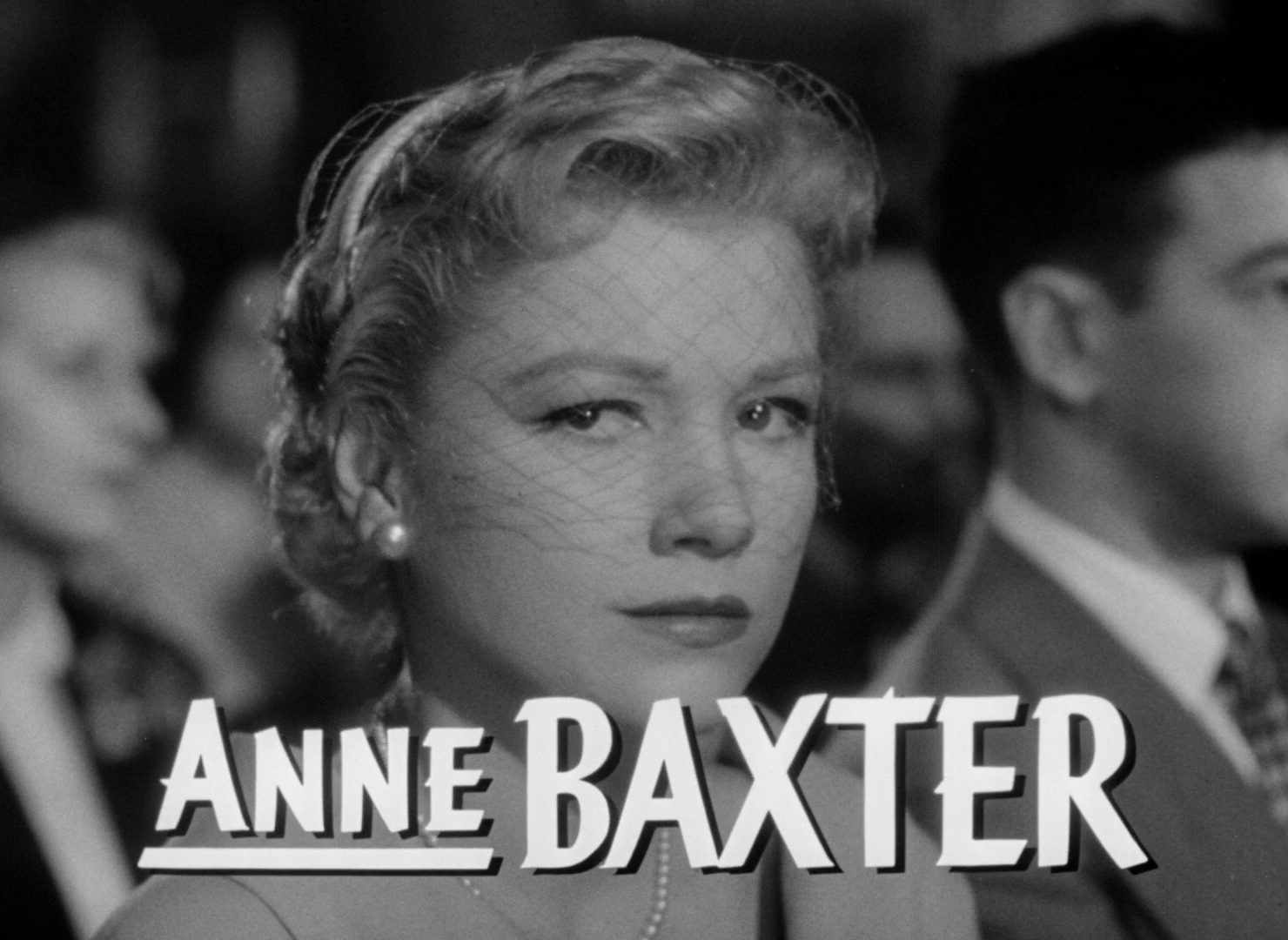
Dans La Loi du silence (1953).

Elle est nommée une nouvelle fois pour Ève (1950), de Joseph Mankiewicz où elle interprète le rôle-titre face à Bette Davis et Marilyn Monroe, choisie en remplacement de Claudette Colbert qui devait initialement jouer le personnage de Margo Channing (en), mais qui eut un problème de dos une semaine avant le début du tournage.
Même noyée au milieu d'une distribution brillante (Jeanne Crain, Farley Granger, Charles Laughton, Monroe, Jean Peters, Richard Widmark dans le film à sketches La Sarabande des pantins en 1952), elle tire toujours son épingle du jeu.
En 1953, elle tourne coup sur coup La Loi du silence d'Hitchcock, où elle forme un couple émouvant avec Montgomery Clift, et La Femme au gardénia de Fritz Lang, deux perles du film noir. La même année, elle est à Broadway face à Tyrone Power.

### De Mille et la télévision

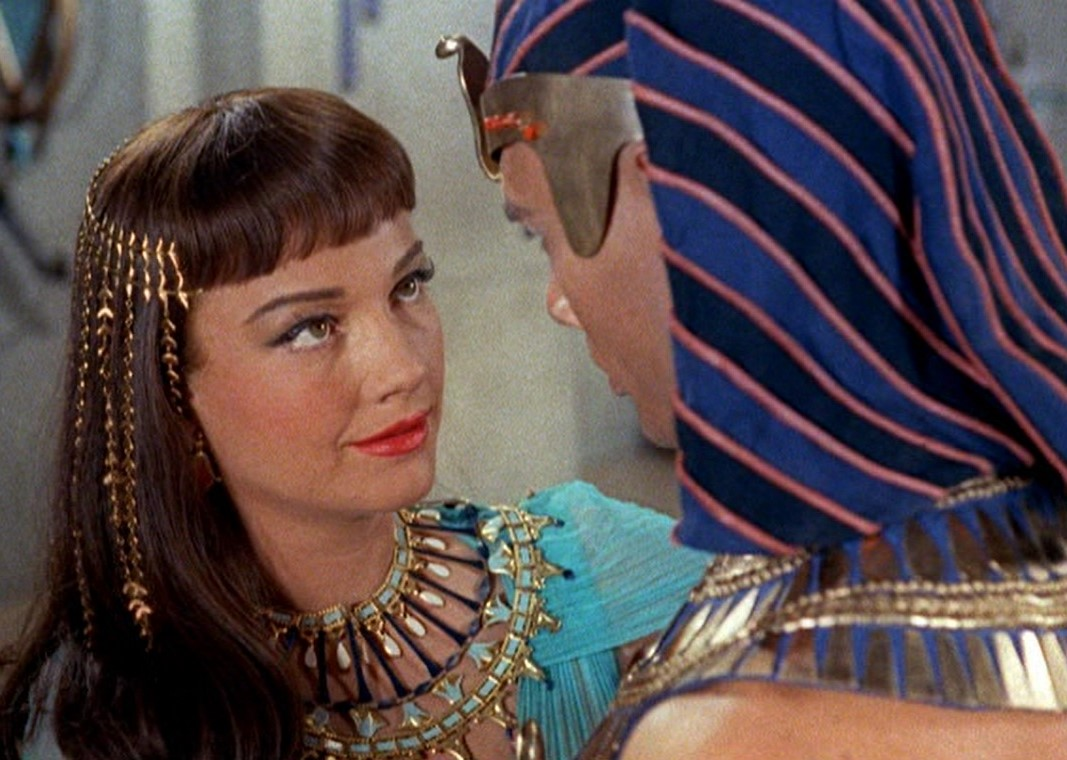
Face à Yul Brynner dans Les Dix Commandements (1956).

Partenaire de Glenn Ford dans le film biographique consacré à Ben Hogan, et de Rock Hudson dans un mélodrame, ainsi que de Steve Cochran, Dale Robertson, Jeff Chandler, Rory Calhoun, dans des films souvent « virils », héroïne de Mitchell Leisen (Boulevards de Paris en 1955), c'est une star populaire et distinguée que Cecil B. DeMille recrute pour son pharaonique Les Dix Commandements (1956). Malgré la présence d'Yvonne De Carlo et Debra Paget, Anne Baxter tient le principal rôle féminin de la fresque, celui de l'épouse de Ramsès (Yul Brynner) mais amoureuse de Moïse (Charlton Heston),,.
Curieusement, ce triomphe qui tient lieu d'intronisation sera sans lendemain — comme pour Hedy Lamarr après Samson et Dalila du même réalisateur.
Après le western Terre sans pardon en 1956 (où elle retrouve Charlton Heston), la star se tourne surtout vers la télévision : elle apparaît notamment dans La Grande Caravane (1959), Alfred Hitchcock présente (1963), Le Jeune Docteur Kildare (1964, avec Richard Chamberlain), la série Batman (avec des rôles variés en 1966 et 1967), Sur la piste du crime, Le Virginien, La Grande Vallée (avec Barbara Stanwyck), Docteur Marcus Welby (avec Robert Young), ou encore L'Homme de fer (avec Raymond Burr). Baxter n'est guère dépaysée du cinéma, avec un épisode mémorable de la série Columbo (« Requiem for a Falling Star ») réalisé par Richard Quine, puis encore les séries Banacek et Mannix, jusqu'à The Moneychangers d'après Arthur Hailey (1976) avec, entre autres, Kirk Douglas et Christopher Plummer, Jean Peters, Joan Collins et Helen Hayes.
Elle fait aussi une prestation dans la célèbre émission de jeu sur CBS, What's My Line?, mais — volonté de l'actrice ? — Anne Baxter n'a pas eu sa propre série.

### Derniers feux au cinéma

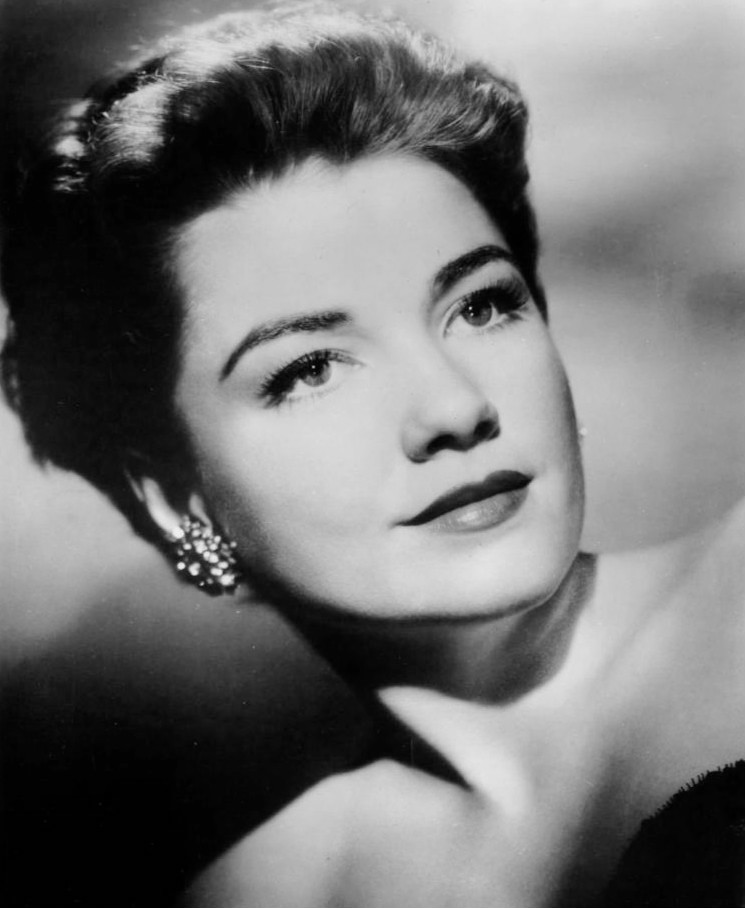
Anne Baxter en 1961.

Anne Baxter revient sporadiquement au cinéma, d'abord dans des films prestigieux : dans le western La Ruée vers l'Ouest (1960) d'Anthony Mann,, dans La Rue chaude (1962) d'Edward Dmytryk avec Jane Fonda et Barbara Stanwyck. En 1965, elle surprend davantage en jouant dans Les Tontons farceurs de et avec Jerry Lewis,. Mais c'est la télévision qui lui donne pour partenaire Henry Fonda dans L'Homme en fuite de Don Siegel en 1967.
Dans les années 1970 à Broadway, elle retrouve son rôle mythique d'Eve dans la comédie musicale Applause où elle remplace Lauren Bacall, mais cette fois la « femme au gardénia » joue Margo, la vedette vieillissante.
Elle tient encore le rôle-titre de The Late Liz en 1971 aux côtés de Steve Forrest, son partenaire dans Boulevards de Paris de Leisen. En 1980, elle fait ses adieux au cinéma dans Jane Austen à Manhattan, de l'Américain exilé en Grande-Bretagne James Ivory, dont elle partage l'affiche avec Robert Powell.

### Fin de carrière
Talent unanimement reconnu, Anne Baxter est alors capable de travailler à la télévision quasiment sans interruption jusqu'à sa mort.
Elle joue notamment le rôle de la criminelle dans un épisode de la série Columbo. En 1981, elle joue avec Jane Seymour dans l'adaptation du roman de John Steinbeck À l'est d'Éden.
De 1983 jusqu'à sa mort en 1985, elle incarne Victoria Cabot, la responsable d'un hôtel de luxe dans la série Hôtel, où elle remplace au pied levé Bette Davis. Dans le même temps, elle participe avec Peter Cushing et Ray Milland à une adaptation d'Arthur Conan Doyle. Elle joue ensuite dans quatre épisodes de La croisière s'amuse, servant notamment de témoin au mariage de Lana Turner et Stewart Granger.

### Vie privée
Anne Baxter est mariée à John Hodiak de 1947 à 1953 (avec qui elle a une fille). Elle épouse ensuite Randolph Galt (1960-1969) avec qui elle a deux filles. Elle est enfin mariée à David Klee, de 1977 jusqu'à sa mort prématurée en 1985,.
Anne Baxter meurt le 12 décembre 1985, des suites d'une rupture d'anévrisme intra-crânien, au Lenox Hill Hospital de New York. Elle est inhumée au cimetière qui jouxte l'Unity Chapel (en), située dans le village de Wyoming, Iowa County, Wisconsin (en).

## Filmographie

### Cinéma

#### Années 1940
- 1940 : 20 Mule Team de Richard Thorpe
- 1940 : The Great Profile de Walter Lang
- 1941 : La Marraine de Charley d'Archie Mayo
- 1941 : L'Étang tragique de Jean Renoir
- 1942 : The Pied Piper d'Irving Pichel
- 1942 : La Splendeur des Amberson d'Orson Welles
- 1943 : Requins d'acier d'Archie Mayo
- 1943 : Les Cinq Secrets du désert de Billy Wilder
- 1943 : L'Étoile du Nord de Lewis Milestone
- 1944 : J'avais cinq fils de Lloyd Bacon
- 1944 : The Eve of St. Mark de John M. Stahl
- 1944 : Sunday Dinner for a Soldier de Lloyd Bacon
- 1944 : Guest in the House de John Brahm
- 1945 : Scandale à la cour d'Ernst Lubitsch et Otto Preminger
- 1946 : Smoky de Louis King
- 1946 : L'Évadé de l'enfer d'Archie Mayo
- 1946 : Le Fil du rasoir d'Edmund Goulding
- 1947 : Ils étaient quatre frères (Blaze of Noon) de John Farrow
- 1947 : Maman était new-look de Walter Lang (voix)
- 1948 : Le Retour de Mervyn LeRoy
- 1948 : La Ville empoisonnée de John M. Stahl
- 1948 : L'Énigmatique Monsieur Horace (The Luck of the Irish) de Henry Koster
- 1948 : La Ville abandonnée de William A. Wellman
- 1949 : You're My Everything de Walter Lang

#### Années 1950

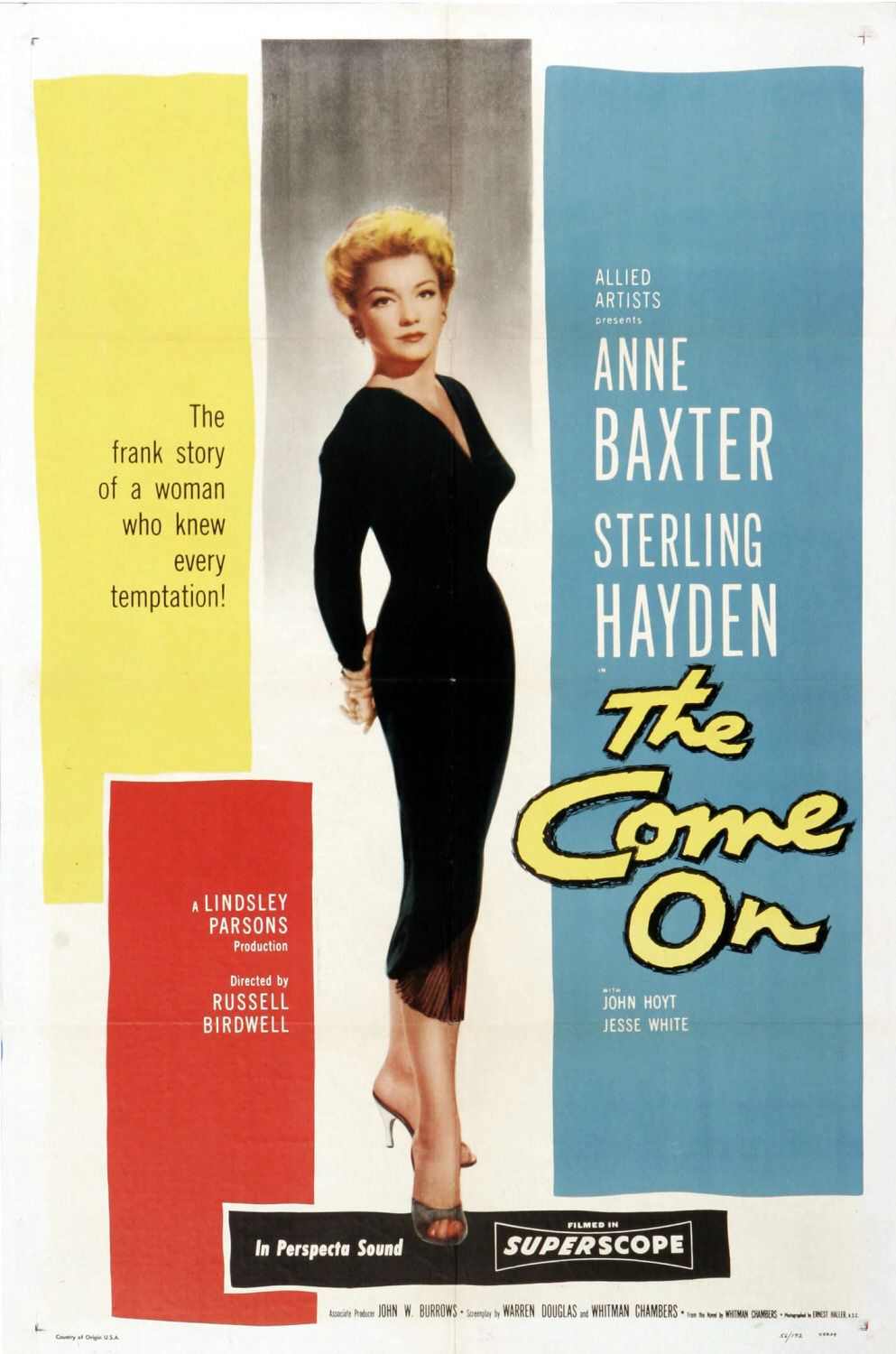
Anne Baxter à l'affiche de Infamie (The Come On, 1956).

- 1950 : Le Petit Train du Far West de Richard Sale
- 1950 : Ève de Joseph L. Mankiewicz
- 1951 : À l'assaut de la gloire (Follow the sun) de Sidney Lanfield
- 1952 : Les Bannis de la Sierra de Joseph M. Newman
- 1952 : La Sarabande des pantins de Jean Negulesco (segment « The Last Leaf »)
- 1952 : Seules les femmes savent mentir (My Wife's Best Friend) de Richard Sale
- 1953 : La Loi du silence d'Alfred Hitchcock
- 1953 : La Femme au gardénia de Fritz Lang
- 1954 : Ceux du voyage (Carnival Story)  de Kurt Neumann
- 1954 : Rummelplatz der Liebe de Kurt Neumann (non créditée)
- 1955 : Boulevards de Paris de Mitchell Leisen
- 1955 : Son seul amour de Jerry Hopper
- 1955 : Les Forbans de Jesse Hibbs
- 1956 : Infamie de Russell Birdwell
- 1956 : Les Dix Commandements de Cecil B. DeMille : Néfertari
- 1957 : Chase a Crooked Shadow de Michael Anderson
- 1957 : Terre sans pardon de Rudolph Maté
- 1959 : Summer of the Seventeenth Doll de Leslie Norman

#### Années 1960 à 1980
- 1960 : La Ruée vers l'Ouest d'Anthony Mann : Dixie Lee
- 1962 : La Rue chaude d'Edward Dmytryk
- 1962 : Mix Me a Person (La justice des hommes) de Leslie Norman
- 1965 : Les Tontons farceurs de Jerry Lewis
- 1966 : Le Triomphe des sept desperadas (Frauen, die durch die Hölle gehen) de Gianfranco Parolini, Sidney W. Pink et Rudolf Zehetgruber
- 1967 : The Busy Body de William Castle
- 1971 : Le Rendez-vous des dupes d'Andrew V. McLaglen
- 1971 : The Late Liz de Dick Ross
- 1972 : Lapin 360 de Robert Michael Lewis
- 1980 : Jane Austen à Manhattan de James Ivory

### Télévision
- 1957 :  Schlitz Playhouse of Stars
- 1958 : Playhouse 90
- 1958 : Lux Playhouse
- 1959 : La Grande Caravane
- 1959 : Riverboat (série télévisée)
- 1959 : Zane Grey Theater
- 1960 : Échec et mat d'Eric Ambler
- 1960 :  The DuPont Show with June Allyson
- 1960 :  General Electric Theater
- 1961 : The United States Steel Hour (en)
- 1963 : Alfred Hitchcock présente
- 1964 : Le Jeune Docteur Kildare
- 1965 : The Loner (en) de Rod Serling
- 1967 : Cowboy in Africa (en)
- 1967 : L'Homme en fuite de Don Siegel
- 1967 : Mes trois fils
- 1967 : Batman
- 1968 : Sur la piste du crime
- 1968 :  Match contre la vie de Roy Huggins
- 1968 :  Companions in Nightmare de Norman Lloyd
- 1968 : Le Virginien saison 7 épisode 12 (Nora) : Nora Carlton
- 1969 : La Grande Vallée
- 1969 : Docteur Marcus Welby de David Lowell Rich
- 1968-1969: L'Homme de fer de Collier Young épisodes Saison 2 épisode 9 Culpabilité évidente (An obvious case of guilt) : Carolyn White ; saison 3 épisode 9 Agression par programmation (¨Programmed for danger) : Alice Flynn
- 1970 : The Challengers de Leslie H. Martinson
- 1970 : Ritual of Evil de Robert Day
- 1970 : Bracken's World (en)
- 1970 : Les Règles du jeu
- 1971 : If Tomorrow Comes de George McCowan
- 1972 : The Catcher d'Allen H. Miner
- 1973 : Docteur Marcus Welby de David Victor
- 1973 :  Columbo (saison 2, épisode 5 : « Requiem pour une star ») : Nora Chandler
- 1973 :  Cannon
- 1973 : Love Story
- 1973 :  Banacek épisode  Max le magnifique (If Max Is So Smart, Why Doesn't He Tell Us Where He Is?) : Leslie Lyle
- 1973 :  Lisa, Bright and Dark de Jeannot Szwarc
- 1973 :  Mannix de William Link
- 1976 : Les Hommes d'argent (Arthur Hailey's the Moneychangers) de Boris Sagal
- 1978 : Little Mo de Daniel Haller
- 1979 : Nero Wolfe (en), de Frank D. Gilroy
- 1980 : Hagen
- 1981 : À l'est d'Éden de Harvey Hart
- 1981 : La croisière s'amuse
- 1983 : Hôtel
- 1984 : Les Masques de la mort de Roy Ward Baker

## Autobiographie
- (en-US) Anne Baxter, Intermission: A True Story, New York, Ballantine Books, 1976, rééd. 12 mai 1986, 404 p. (ISBN 9780345313553, lire en ligne),

## Distinctions
| Année | Récompense      | Catégorie                                            | Film                                        | Résultat   |
| ----- | --------------- | ---------------------------------------------------- | ------------------------------------------- | ---------- |
| 1947  | Golden Globe    | meilleure actrice dans un second rôle - Film         | Le Fil du rasoir                            | Lauréat    |
| 1947  | Oscar du cinéma | meilleure actrice dans un second rôle                | Le Fil du rasoir                            | Lauréat    |
| 1951  | Oscar du cinéma | meilleure actrice                                    | Ève (All About Eve)                         | Nomination |
| 1969  | Emmy Award      | meilleure actrice dans une mini-série ou un téléfilm | Les Règles du jeu (The Bobby Currier Story) | Nomination |

#### Articles dans des encyclopédies et manuels de références
- (en-US) Andrew Sarris, "You Ain't Heard Nothin' Yet": The American Talking Film: History and Memory 1927-1949, New York, Oxford University Press, USA, 1998, rééd. 20 janvier 2000, 573 p. (ISBN 9780195134261, lire en ligne), p. 477-478
- (en-US) John A. Garraty & Mark C. Carnes, American National Biography, Volume 2: Baker - Blatch, New York, Oxford University Press, USA, 1er janvier 1999, 959 p. (ISBN 9780195127812, lire en ligne), p. 358-359,
- (en-US) Anne Commire, Women in World History, Volume 2: Ba-Brec, Waterford, Connecticut, Yorkin Publications / Gale Cengage, 8 octobre 1999, 920 p. (ISBN 9780787640613, lire en ligne), p. 266-268,
- (fr) Jean Tulard, Dictionnaire du cinéma - Tome 2, les acteurs, Bouquins, 10 mai 2007 (8e édition revue et augmentée ), 1248 p. (ISBN 9782221108956),

#### Essais
- (en-US) Karin J. Fowler, Anne Baxter: A Bio-Bibliography, Greenwood Press, 21 novembre 1991, 312 p. (ISBN 9780313275432),
- (en-US) Sam Staggs, All About All About Eve: The Complete Behind-the-Scenes Story of the Bitchiest Film Ever Made!, New York, St. Martin's Griffin, 2000, rééd. 23 juin 2001, 436 p. (ISBN 9780312273156, lire en ligne),

#### Articles
- (en-US) Alexander Reid, « Anne Baxter is Dead at 62 », The New York Times,‎ 13 décembre 1985 (lire en ligne),